# Possibly Maybe
"Possibly Maybe" är en låt framförd av den isländska sångerskan Björk, skriven tillsammans med Nellee Hooper och Marius de Vries och utgiven som den femte singeln från albumet Post den 28 oktober 1996. Låten nådde trettonde plats på den brittiska singellistan. Den samplades även av DJ Shadow i låten "Mutual Slump" samma år.
Musikvideon till låten regisserades av den fransk-amerikanska videoproducenten Stéphane Sednaoui.

## Låtlista
Brittisk CD 1 (193TP7CD; utgiven: 1996)
1. "Possibly Maybe" – 5:04
2. "Possibly Maybe" (Lucy Mix, finns även på Telegram) – 3:03
3. "Possibly Maybe" (Calcutta Cyber Cafe Mix) – 5:33
4. "Possibly Maybe" (Dallas Austin Mix) – 4:50

Brittisk CD 2 (193TP7CDL; utgiven: 21 oktober 1996)
1. "Cover Me" (Dillinja Mix) – 6:22
2. "One Day" (Trevor Morais Mix) – 7:01
3. "Possibly Maybe" (Calcutta Cyber Cafe Dub Mix) – 4:56
4. "I Miss You" (Photek Mix) – 5:53

Brittisk CD 3 (193TP7CDT; utgiven: 1996)
1. "Big Time Sensuality" (Plaid Mix) – 5:21
2. "Vísur Vatnsenda-Rósu" (Traditionell folksång. Producerad av Hector Zazou.) – 4:20
3. "Possibly Maybe" (Live at Wembley Arena) – 4:53
4. "Hyperballad" (Over the Edge Mix) (Live at Wembley Arena) – 4:56